# Bradysia soudeki
Bradysia soudeki är en tvåvingeart som först beskrevs av Kratochvil 1936.  Bradysia soudeki ingår i släktet Bradysia och familjen sorgmyggor.
Artens utbredningsområde är Slovakien. Inga underarter finns listade i Catalogue of Life.